# Okesa Maru
Die Okesa Maru (おけさ丸) ist ein 1993 in Dienst gestelltes Fährschiff der japanischen Reederei Sado Kisen. Sie steht auf der Strecke von Niigata nach Sado im Einsatz.

## Geschichte
Die Okesa Maru entstand unter der Baunummer 350 in der Werft von Kanda Zosensho in Kawajiri (heute ein Teil von Kure) und lief am 11. November 1992 vom Stapel. Nach ihrer Ablieferung an Sado Kisen am 6. April 1993 nahm sie am 17. April 1993 den Fährdienst von Niigata nach Ryōtsu (heute Sado) auf.
Am 1. April 2009 musste die Okesa Maru eine Überfahrt nach Niigata aufgrund von starken Maschinenvibrationen und Antriebsproblemen abbrechen. Die Ursache hierfür waren entsorgte Fischernetze, die sich in den Schiffsschrauben der Fähre verfangen hatten.
Zusammen mit der kleineren, 2014 in Dienst gestellten Tokiwa Maru bietet die Okesa Maru insgesamt 5 Rundfahrten pro Tag an. Während der Hauptsaison verkehren beide Schiffe sogar siebenmal zwischen Niigata und Sado. Zur Ausstattung der Okesa Maru gehören neben einem Snackrestaurant ein Raucherzimmer, ein Ruheraum, ein Spielzimmer sowie ein Bordgeschäft. Für Haustiere steht an Bord ein eigener Bereich zur Verfügung.